# Morrone del Sannio
Morrone del Sannio é uma comuna italiana da região do Molise, província de Campobasso, com cerca de 757 habitantes. Estende-se por uma área de 45 km², tendo uma densidade populacional de 17 hab/km². Faz fronteira com Campolieto, Casacalenda, Castelbottaccio, Castellino del Biferno, Lucito, Lupara, Provvidenti, Ripabottoni.

## Demografia
| Variação demográfica do município entre 1861 e 2011                               |
|                                                                                   |
| Fonte: Istituto Nazionale di Statistica (ISTAT) - Elaboração gráfica da Wikipedia |